# Никон Напуљски
Свештеномученик Никон је ранохришћански мученик и светитељ из 3. века.
Рођен је у Неапољу од оца незнабошца и мајке хришћанке. Био официр римски у Неапољу. Није био крштен, иако га је мајка, тајно од оца, поучавала вери Христовој. Једном кад је пошао са својом четом у бој, посаветовала га је мајка, ако му буде до невоље, да се прекрсти и призове Христа у помоћ. И заиста, када у боју Никонова чета би опкољена и сасвим близу коначне погибије, Никон се прекрстио и помолио се Богу. Хришћани верују да се тада он испунио необичном силом, јурнуо у непријатеље своје, и једне побио а друге нагнао у бекство. Враћајући се кући Никон је непрестано у чуду узвикивао: "Велики је Бог хришћански!". Пошто је обрадовао мајку извештајем о својој победи помоћу крста Христовога, он је тајно отпловио у Азију, где га је епископ кизички Теодосије крстио. По крштењу затворио се у један манастир, где се предадо учењу и подвигу. Али пред смрт епископ Теодосије је имао визију, у којој му је наређено, да себи за наследника рукоположи Никона. Старац Теодосије је одмах позвао Никона и рукоположио га за ђакона, потом за презвитера и на крају за епископа. Ипак Никон ускоро дође у Неапољ где срете своју мајку још у животу. По смрти мајчиној он се удаљио са девет ученика, некада ратних другова, у Сицилију, и тамо се одао проповеди Јеванђеља.
У то време је било страшно гоњење хришћана. И кнез Квинтијан је ухватио Никона са друговима и ставио га на велике муке. Његових стотину деведесет ученика и другова су посечени. А Никона је мучитељ везивао коњма за репове, бацао га с високе стене у провалију, тукао, стругао, али је Никон све те муке преживео. Најзад је посечен мачем. Његово тело је остављено у пољу, да га птице поједу, али неко сумануто чобанче саплело се и пало на мртво тело мученика, и одмах се исцелило. Оно је разгласило о телу Никоновом, те су хришћани дошли и часно га сахранили. Свети Никон је пострадао за време цара Деција Трајана.
Српска православна црква слави га 23. марта по црквеном, а 5. априла по грегоријанском календару.